# Saut à la perche féminin aux championnats du monde d'athlétisme en salle 2018
Pour un article plus général, voir Championnats du monde d'athlétisme en salle 2018.
Navigation
2016 2022
Le concours de saut à la perche féminin des championnats du monde en salle de 2018 se déroule le 3 mars 2018 à la Barclaycard Arena de Birmingham (Royaume-Uni), remportée par l'Américaine Sandi Morris, déjà 2e et médaillée d'argent en 2016 (photo), puis outdoor en 2017 (la gagnante d'alors Katerina Stefanidi se place cette fois médaillée de bronze à la 3e place).

## Légende du tableau suivant
- m : mètres
- NM : not measured (non mesuré)[réf. souhaitée]

Records et Performances
- AR : Record continental (area record)
- CR : Record des championnats (championship record)
- MR : Record du meeting (meet record)
- NR : Record national (national record)
- OR : Record olympique (olympic record)
- PR : Record paralympique (paralympic record)
- PB : Record personnel (personal best)
- SB : Meilleure performance personnelle de la saison (season's best)
- WL : Meilleure performance mondiale de l'année (world leader)
- WJR : Record du monde junior (world junior record)
- WR : Record du monde (world record)

Circonstances et Conditions
- DNF : N'a pas terminé (did not finish)
- DNS : N'a pas pris le départ (did not start)
- DQ : Disqualification (disqualification)
- NM : Aucun essai valable enregistré (No Mark)
- Q : Qualifié « directement » au prochain tour (ou à la prochaine compétition), lors d'une compétition majeure, grâce au classement ou à la réalisation des minima (automatic qualifier)
- q : Qualifié au prochain tour (ou à la prochaine compétition), lors d'une compétition majeure, grâce au repêchage ou à la réalisation de l'une des meilleures performances parmi celles des « non qualifiés directement » (grâce au meilleur temps ou à la meilleure distance par exemple) (secondary qualifier)

## Résultats
| Rang               | Athlète               | Pays                  | 4.35m | 4.50m | 4.60m | 4.70m | 4.75m | 4.80m | 4.85m | 4.90m | 4.95m | 5.04m | Marque | Notes  |
| ------------------ | --------------------- | --------------------- | ----- | ----- | ----- | ----- | ----- | ----- | ----- | ----- | ----- | ----- | ------ | ------ |
| Médaille d'or      | Sandi Morris          | États-Unis            | –     | o     | o     | xo    | o     | xxo   | x–    | xo    | xxo   | xxx   | 4.95 m | CR, WL |
| Médaille d'argent  | Anzhelika Sidorova    | Athlète neutre agréée | –     | –     | o     | o     | –     | o     | o     | xxo   | xxx   |       | 4.90 m | PB     |
| Médaille de bronze | Katerina Stefanidi    | Grèce                 | –     | –     | –     | o     | xo    | xxo   | x–    | xx    |       |       | 4.80 m |        |
| 4                  | Eliza McCartney       | Nouvelle-Zélande      | o     | xo    | o     | xxo   | o     | xxx   |       |       |       |       | 4.75 m | AR     |
| 5                  | Katie Nageotte        | États-Unis            | –     | xo    | o     | xo    | x–    | xx    |       |       |       |       | 4.70 m |        |
| 6                  | Alysha Newman         | Canada                | o     | o     | xxo   | xxo   | xxx   |       |       |       |       |       | 4.70 m | NR     |
| 7                  | Yarisley Silva        | Cuba                  | o     | xo    | o     | xxx   |       |       |       |       |       |       | 4.60 m | SB     |
| 8                  | Nina Kennedy          | Australie             | xo    | xo    | o     | xxx   |       |       |       |       |       |       | 4.60 m |        |
| 9                  | Olga Mullina          | Athlète neutre agréé  | o     | xo    | xxo   | xxx   |       |       |       |       |       |       | 4.60 m | PB     |
| 10                 | Ninon Guillon-Romarin | France                | o     | o     | xxx   |       |       |       |       |       |       |       | 4.50 m |        |
| 11                 | Angelica Bengtsson    | Suède                 | o     | xo    | xxx   |       |       |       |       |       |       |       | 4.50 m | SB     |
|                    | Lisa Ryzih            | Allemagne             | –     | xxx   |       |       |       |       |       |       |       |       | NM     |        |

## Note de référence
1. ↑  (en) « Pole vault Women final », sur iaaf.org, 3 mars 2018